# Gizia
Gizia é uma comuna francesa na região administrativa de Borgonha-Franco-Condado, no departamento de Jura. Estende-se por uma área de 7,35 km². Em 2010 a comuna tinha 239 habitantes (densidade: 32,5 hab./km²).